# Rio Soturno
Le rio Soturno est un cours d'eau brésilien de l'État du Rio Grande do Sul. 